# 17078 Sellers
17078 Sellers è un asteroide della fascia principale. Scoperto nel 1999, presenta un'orbita caratterizzata da un semiasse maggiore pari a 2,9949319 UA e da un'eccentricità di 0,1182136, inclinata di 13,62579° rispetto all'eclittica.